# Carmina Manea
Carmina Elena Manea (n. Bădiță, 5 aprilie 1989, Drăgășani) este o fostă handbalistă română. În 2019, ea s-a retras din activitate, ultima echipă la care a jucat a fost HC Dunărea Brăila.

## Biografie
Carmina Manea a evoluat la junioare pentru Grupul Școlar Energetic Râmnicu Vâlcea și Oltchim Râmnicu Vâlcea, iar prima ei echipă de senioare a fost SCM Craiova, la care s-a transferat în 2007. În 2011, ea a semnat cu HC Zalău, pentru care a jucat până în aprilie 2014 când și-a reziliat contractul dorind să se stabilească în Franța. Totuși în vară, ea a semnat cu HCM Râmnicu Vâlcea. A evoluat la echipa vâlceană patru sezoane, timp în care a devenit și mamă. În 2018, s-a transferat la CSM Roman, iar după retragerea echipei din Liga Națională a semnat cu HC Dunărea Brăila, pentru care a evoluat restul sezonului 2018-2019. La scurt timp de la începerea sezonului 2019-2020, în septembrie 2019, Carmina Manea și-a anunțat retragerea din activitate.

## Palmares
- Cupa EHF:
  - Finalistă: 2012
  - Semifinalistă: 2013
  - Turul 3: 2014

- Liga Națională:
  -  Medalie de bronz: 2012

- Supercupa României:
  -  Finalistă: 2011

- Campionatul Național de Junioare II:
  -  Medalie de bronz: 2005

- Campionatul Național de Junioare III:
  -  Medalie de argint: 2003, 2004

## Statistică goluri
Conform Federației Române de Handbal și Federației Europene de Handbal:
| Sezon                         | Echipă   | Goluri |
| ----------------------------- | -------- | ------ |
|                               |          |        |
| 2012-13                       |          |        |
| HC Zalău                      | 26       |        |
|                               |          |        |
| 2013-14                       |          |        |
| HC Zalău                      | 58       |        |
|                               |          |        |
| 2014-15                       |          |        |
| HCM Râmnicu Vâlcea            | 97       |        |
|                               |          |        |
| 2015-16                       |          |        |
| HCM Râmnicu Vâlcea            | 52       |        |
|                               |          |        |
| 2017-18                       |          |        |
| HCM Râmnicu Vâlcea            | 11       |        |
|                               |          |        |
| 2018-19                       |          |        |
| CSM Roman / HC Dunărea Brăila | 17✳ / 15 |        |
|                               |          |        |
| 2019-20                       |          |        |
| HC Dunărea Brăila             | -        |        |

| Sezon              | Echipă | Goluri |
| ------------------ | ------ | ------ |
|                    |        |        |
| 2012-13            |        |        |
| HC Zalău           |        |        |
|                    |        |        |
| 2013-14            |        |        |
| HC Zalău           | -      |        |
|                    |        |        |
| 2014-15            |        |        |
| HCM Râmnicu Vâlcea | 2      |        |
|                    |        |        |
| 2015-16            |        |        |
| HCM Râmnicu Vâlcea | 5      |        |
|                    |        |        |
| 2017-18            |        |        |
| HCM Râmnicu Vâlcea | 5      |        |
|                    |        |        |
| 2018-19            |        |        |
| HC Dunărea Brăila  | 2      |        |

| Sezon    | Echipă | Goluri |
| -------- | ------ | ------ |
|          |        |        |
| 2010-11  |        |        |
| HC Zalău | 1      |        |

| Sezon    | Echipă | Goluri |
| -------- | ------ | ------ |
|          |        |        |
| 2011-12  |        |        |
| HC Zalău | 17     |        |
|          |        |        |
| 2012-13  |        |        |
| HC Zalău | 9      |        |
|          |        |        |
| 2013-14  |        |        |
| HC Zalău | 5      |        |

✳ CSM Roman s-a retras din campionat după etapa a VII-a din sezonul 2018-2019, iar rezultatele din meciurile susținute de CSM Roman au fost anulate.